# Marinette Prado
Marinette da Silva Prado ou Marie Lebrun foi esposa do mecenas Paulo Prado.

## Biografia
De nacionalidade francesa, era uma mulher viva e inteligente. Diz-se que surgiu dela a ideia da Semana de Arte Moderna, um evento ocorrido no Teatro Municipal de São Paulo entre 13 e 18 de fevereiro de 1922, que modificaria substancialmente o panorama artístico e cultural paulista, com imediatos reflexos nos demais estados da Federação. 
Segundo o pintor Di Cavalcanti, Marinette Prado lembrou da Semaine de Fêtes anualmente realizadas em Deauville. Tratava-se de um festival de pintura, música e até moda, com declamações de versos e outros atrativos. Teria surgido dessa lembrança a ideia da organização da Semana de Arte Moderna.

## Marinette em outra mídia
Na minissérie Um só coração, exibida em 2004 pela Rede Globo, Marinette Prado foi interpretada pela atriz Tuna Dwek.